# Llac Reqiz
El llac Reqiz o Rkiz (també esmentat com llac Cayar) és un llac de Trarza a Mauritània. El terreny té una elevació sobre el nivell de la mar d'uns 4 metres. La longitud és de 64,83 kilòmetres però l'amplada no passa de 8 km. Es troba al departament de Rkiz que forma un quadrilàter d'uns 3500 km² amb una llargada de nord a sud de 86 km i amplada d'oest a est de 98 km. El llac forma la diferenciació principal de la regió anomenada com Chemama.